# Kasteel van Vloesberg
Het Kasteel van Vloesberg is een kasteel in de plaats Vloesberg in de Belgische provincie Henegouwen, gelegen aan de Rue du Vieux Château 23.
In 1410 werd het kasteel voor het eerst vermeld als zetel van de heerlijkheid la Planche. Het werd toen bewoond door Jehan du Broecq. In de tweede helft van de 15e eeuw werd het kasteel in brand gestoken. In 1620 werd een nieuw kasteel opgericht. Dit bakstenen kasteel in 17e-eeuwse traditionele stijl is toegankelijk via een brug en heeft een hoofdgebouw op rechthoekige plattegrond, voorzien van een tentdak.
Een aantal aanbouwsels aan de achterzijde zijn van meer recente datum.